# Luke Blackledge
Luke 'Robbo' Blackledge (født 6. august 1990 i Clitheroe, Lancashire I England) er en britisk professionel bokser, der konkurrerer i letsværvægt. Han har vundet World Boxing Council (WBC) Internationale sølv-supermellemvægtstitel, og Commonwealth-supermellemvægtstitelen og har været udfordrer til World Boxing Council (WBC) ungdoms-letsværvægtstitel og World Boxing Organization (WBO) ungdoms Interkontinentale letsvætvægts-titel hvor han blev besejret af svenske Erik Skoglund.
Blackledge fik sit gennembrud i Danmark da han knockoutbesejrede danske Mads Larsen i 4. omgang den 2. juni 2012 i Herning.
Han har udover dette tabt til bemærkelsesværdige navne som Rocky Fielding, Callum Smith, Lolenga Mock og Zach Parker.